# Future FC
Future Football Club (arabisch نادي فيوتشر لكرة القدم), ehemals als Coca-Cola FC bekannt, ist ein ägyptischer Fußballverein mit Sitz in Kairo, Ägypten. 2022 spielte der Verein in der ägyptischen Premier League, der höchsten Spielklasse des Landes.

## Geschichte
Der Verein war seit seiner Gründung 2011 bis 2021 im Besitz der ägyptischen Niederlassung der Coca-Cola Company. In der letzten Saison unter diesem Namen stieg der Verein 2021/22 zum ersten Mal in seiner Geschichte in die Egyptian Premier League auf, nachdem er die Gruppe B der Egyptian Second Division 2020/21 als Tabellenführer abgeschlossen hatte.
Am 2. September 2021 gab die Future Company for Sports Investments die Übernahme des Vereins bekannt und benannte den Verein in Future FC um.

## Erfolge
- Aufstieg in die Premier League: 2021